# Siernetel
Siernetel (Solenostemon scutellarioides, synoniem: Coleus blumei) is een plant uit de lipbloemenfamilie (Lamiaceae). De plant wordt in de volksmond ook vaak coleus genoemd (niet te verwarren met het geslacht Coleus). De planten waren al in cultuur toen ze werden meegenomen naar Europa vanuit Indonesië en de wilde voorouders zijn niet precies bekend. 
Siernetels hebben niet-stekende, netelige bladeren, die niet giftig zijn en geen aangetoonde hallucinogene eigenschappen hebben. De plant is in cultuur vanwege zijn sierwaarde, vanwege de bontgekleurde bladeren, die soms ook nog gekarteld of gefranjerd zijn. Er zijn zowel via stek als via zaad vermeerderde cultivars, die af en toe bij tuincentra in de vorm van zaadjes of jonge plantjes te koop zijn. De via stek vermeerderde cultivars hebben een hogere sierwaarde, maar zijn ook duurder dan de vaak als eenjarige perkplanten verkochte zaaicultivars. Vooral in de Verenigde Staten en Japan zijn vele cultivars verkrijgbaar. De laatste jaren zijn er vooral in de Verenigde Staten vele nieuw ontwikkelde cultivars bij gekomen als belangrijke verbeteringen van het oude assortiment worden gezien. In het Verenigd Koninkrijk worden veel van de oude cultivars nog bewaard en ook nog wel verkocht. 
De plant is door frequent snoeien zowel breed als hoog te maken; een geoefend snoeier kan zelfs de plant een heuse stam met een hoge kruin laten ontwikkelen. De stengels zijn echter wel erg breekbaar. De stengel is meestal lichtgroen tot lichtbruin (afhankelijk van de dikte), de bladeren felgekleurd met onder meer paars, bruin en geel met bijna altijd een lichtgroene rand of 'grondkleur', veel jonge planten hebben overwegend groene bladeren waarvan de felle kleur tijdens de groei steeds meer oppervlak inneemt.
Kenmerken zijn:
- Zeer snelle groei bij veel zon
- Zeer gemakkelijk te stekken (afgeknipte steel met minstens één blad in water plaatsen)
- Goed als kamerplant te houden, maar veel cultivars zijn binnen niet zo mooi op kleur of groeien niet compact genoeg
- Weinig aantrekkelijke bloei die enkel het groeiproces hindert (toppen wordt aanbevolen)
- Buiten slechts eenjarig (minimumtemperatuur 10 C°) maar binnen tot tientallen jaren te houden

Enkele aanbevolen cultivars voor binnen:
- Solenostemon scutellarioides 'Cranberry Salad'
- Solenostemon scutellarioides 'Alabama Sunset'
- Solenostemon scutellarioides 'Pineapple Queen'
- Solenostemon scutellarioides 'Inky Fingers'
- Solenostemon scutellarioides 'Pineapplette'